# Tomopteris
Tomopteris (neolatim do grego que significa "um corte" + "asa" mas usado como "nadadeira") é um gênero de poliquetas planctônicas marinhas. Sabe-se que, quando perturbadas, algumas espécies fazem eruptar um turbilhão de faíscas dos seus parápodes. A espécie Tomopteris nisseni é uma das poucas criaturas abissais com bioluminescência amarela.